# Rojos de Lara
Rojos de Lara es el nombre que recibe uno de los 23 equipos de la Liga Nacional Bolivariana de Béisbol, tiene su sede en el Estadio Daniel "Chino" Canónico de Barquisimeto con capacidad para 2.600 espectadores, localizado en la ciudad de Barquisimeto en el estado Lara al occidente de Venezuela.
Se ubica en la Conferencia Centro Occidental en la división llamada Occidental. El equipo posee dos títulos en esta liga conseguidos en los años 2007 y 2008.

## Títulos Obtenidos
Palmarés Local
2 Títulos Locales
- 2007
- 2008